# Julius Oscar Brefeld
Julius Oscar Brefeld, znany głównie jako Oscar Brefeld (ur. 19 sierpnia 1839 w Telgte, zm. 12 stycznia 1925 w Berlinie) – niemiecki botanik i mykolog.

## Życiorys
Studiował farmację w Heidelbergu i Berlinie, a następnie pracował jako asystent Heinricha Antona de Bary na Uniwersytecie w Halle. W 1878  został wykładowcą botaniki w Eberswalde Forestry Academy w Eberswalde, a w 1882 profesorem botaniki na Westfalskim Uniwersytecie w Münster, a także kierownikiem ogrodów botanicznych. W 1898 zastąpił Ferdynanda Cohna na stanowisku profesora na Königliche Universität Breslau. W 1898 roku wykryto u niego jaskrę, w wyniku której w końcu całkowicie oślepł. Problemy ze wzrokiem spowodowały, że w 1909 roku przeszedł na emeryturę.
Brefeld opublikował liczne prace z zakresu mykologii, m.in. o wielu rodzajach zarodników wytwarzanych przez rdzowce (Pucciniales). Był pionierem technik hodowlanych w hodowli grzybów. Zastosował żelatynę jako podłoże hodowlane, dzięki czemu był w stanie zbadać poszczególne stadia rozwojowe różnych gatunków grzybów i ustalić ich relacje taksonomiczne. Wszedł w spór z Antonem de Bary (utrzymywał, że u grzybów wyższych nie występuje rozmnażanie płciowe). Dzisiaj wiemy, że rację miał A. de Bary.
Opisał wiele nowych gatunków i rodzajów grzybów. W nazwach naukowych utworzonych przez niego taksonów dodawany jest skrót jego nazwiska Bref. Od jego nazwiska polski uczony Józef Rostafiński utworzył nazwę rodzaju grzybów Brefeldia. Co dwa lata Deutschen Gesellschaft für Mykologie przyznaje młodym naukowcom nagrodę „Oscar-Brefeld-Preis” za pracę w dziedzinie mykologii.